# Aaskäfer
Die Aaskäfer (Silphidae) sind eine Familie der Käfer. Bis 2008 sind 183 Arten weltweit beschrieben worden, allerdings kommen nach wie vor jedes Jahr neue Arten hinzu.

## Merkmale
Die Aaskäfer werden 7 bis 45 Millimeter, die meisten Arten allerdings zwischen 12 und 20 Millimeter lang. Die Körperform ist meist mehr oder weniger langgestreckt oval, sie ist deutlich (Silphinae) oder schwach (Nicrophorinae) abgeplattet. Die meisten Arten sind schwarz gefärbt (Ausnahme: Dendroxena), viele mit auffallender roter oder oranger Flecken- oder Bindenzeichnung. Der Körper ist meist glänzend und nur schwach punktiert sowie meist spärlich behaart.
Der Kopf wird nach vorn vorgestreckt oder sitzt etwas hängend unter dem großen Halsschild. An ihm sitzen zwei halbkugelig vorragende Komplexaugen. Die Fühler sind elfgliedrig, wobei die der Unterfamilie Nicrophorinae zehngliedrig erscheinen (zweites und drittes Antennensegment verschmolzen). Die letzten drei Fühlerglieder bilden eine abgesetzte Keule, die bei den Silphinae nicht wie der übrige Fühler glänzend, sondern auffallend matt sind. Bei der Gattung Nicrophorus ist die Keule in einzelne Blätter gegliedert.
Der Halsschild (Pronotum) ist immer groß und abgeflacht und an den Seiten gerandet; meist ist es genauso breit wie die Flügeldecken. Auffallend und sehr charakteristisch für die Familie ist auch das große Scutellum, das genauso breit wie der Kopf sein kann. Die Flügeldecken bedecken bei den meisten Silphinae den ganzen Hinterleib; bei den Gattungen Diamesus, Necrodes und allen Nicrophorinae sind sie aber verkürzt und lassen ein bis fünf Tergite des Hinterleibs frei. Die meisten Arten besitzen voll ausgebildete Hinterflügel und sind gut flugfähig, es kommen aber einzelne Arten mit verkürzten Hinterflügeln vor. Seitlich sind die Deckflügel nach unten umgeschlagen. Der an den Körperseiten sitzende Teil wird durch einen Kiel abgegrenzt; diese seitlichen Abschnitte werden Epipleuren genannt. Auf der Scheibe der Flügeldecken sitzen in der Regel drei markante Längskiele (bei Nicrophorus und Ablattaria sehr undeutlich), dafür fehlen die bei vielen Käferfamilien charakteristischen Streifen oder Punktreihen vollständig. Am Ende des äußersten Kiels sitzt eine auffallende Beule; diese ist die einzige gesicherte Autapomorphie der Familie. Die kräftigen Beine tragen fünfsegmentige Tarsen. Bei den Männchen sind in der Regel die Glieder der Vordertarsen deutlich verbreitert (sie dienen zum Festhalten auf dem Weibchen bei der Kopula).
Am Hinterleib ist das erste Segment nicht erkennbar; das zweite wird von den Hinterhüften verdeckt, ist aber an der Seite sichtbar. Die Sternite drei bis acht, beim Männchen drei bis neun, sind klar erkennbar. Bei der Unterfamilie Nicrophorinae sitzen auf dem fünften Tergit Längsrillen. Die Tiere können Töne erzeugen, indem sie mit den Flügeldecken darüber reiben (Stridulation).

## Larven
Die Gestalt der Larven ist zwischen den beiden Unterfamilien sehr unterschiedlich. Die Larven sind langgestreckt und 12 bis 40 Millimeter lang. Bei den Nicrophorinae sind sie walzenförmig und parallelseitig, nur schwach sklerotisiert und überwiegend weißlich. Bei den Silphinae sind sie meist stark abgeplattet, nach hinten verschmälert und auf der Oberseite deutlich sklerotisiert und in der Regel ausgedehnt schwarz gefärbt, oft mit heller Zeichnung. Diese Larvenform wird als „asselförmig“ umschrieben. Der Kopf ist vorgestreckt (prognath), er trägt bei den Silphinae sechs, bei den Nicrophorinae nur ein Larvenauge (Stemma oder Ocellus). Die dreigliedrigen Antennen sind meist relativ lang. Die Mandibeln sind groß und ein- oder mehrspitzig ohne Kauflächen. Am Thorax sitzen drei relativ lange, fünfgliedrige Beinpaare. Der Hinterleib besteht aus zehn Segmenten, am Ende sitzen zwei kurze, zweigliedrige Fortsätze, die als Urogomphi bezeichnet werden.
Die Aaskäfer besitzen drei Larvenstadien. Die Lebensweise der Larven ist dabei deutlich verschieden. Die Larven der Silphinae sind frei lebend und ernähren sich selbständig. Diejenigen der Nicrophorinae sitzen in einem von den Elterntieren gebauten und verproviantiertem Nest, sie werden meist von der Mutter gefüttert (Brutfürsorge, siehe unten). Aufgrund der meist sehr energiereichen Nahrung (überwiegend Aas, siehe unten) ist das Jugendwachstum sehr rasch. Bei den untersuchten Arten lag die Dauer der Embryonalentwicklung bei ca. 5 bis 6 Tagen. Die drei Larvenstadien werden in ca. 20 bis 30 Tagen durchlaufen. Hinzu kommen noch acht bis zehn Tage Puppenruhe. Bei vielen Arten gräbt allerdings das umwandlungsbereite letzte Larvenstadium (dann „Präpuppe“ genannt) eine Erdhöhle und überwintert darin.

## Verbreitung
Die Familie ist vor allem in den gemäßigten (temperaten) nördlichen Breiten verbreitet, sowohl in Eurasien (Paläarktis) als auch in Nordamerika (Nearktis). In den Tropen sind sie selten, sie kommen mit einigen Arten in Gebirgsregionen vor, sind aber im Tiefland beinahe abwesend (hier werden sie von Vertretern der Familie Scarabaeidae mit sehr ähnlicher Lebensweise abgelöst). In Australien leben drei Arten, in Südafrika ebenfalls. Drei Arten der endemischen Gattung Heterotemna kommen ausschließlich auf den Kanarischen Inseln vor. Aaskäfer fehlen auffallenderweise fast vollständig in trockenen Lebensräumen wie z. B. Wüsten. Sie sind artenreich vor allem in Wäldern und in Grasländern, einschließlich Kulturland, zu finden.

## Lebensweise

### Ernährung
Die meisten Arten der Familie sind sowohl als Käfer (Imago) wie auch als Larve primär Aasfresser. Neben den Leichen selbst, meist von Wirbeltieren, fressen die meisten Arten auch andere an Aas lebenden Tiere, insbesondere Fliegenmaden, sind also teilweise räuberisch. Eine Reihe von Arten, insbesondere in der Unterfamilie Silphinae, sind sekundär von Aas auf andere Nahrungsquellen übergegangen. Die meisten Arten der Unterfamilie Nicrophorinae sind spezialisiert auf die Leichen kleiner Wirbeltiere wie Mäuse oder Singvögel. Einzigartig ist die nordamerikanische Art Nicrophorus pustulatus, die (neben einer weiter gegebenen Nutzung von Aas) in Nester von Schlangen eindringt und die Schlangeneier als Nahrungsquelle für die Larven nutzt. Eine Reihe von Arten der Unterfamilie Silphinae sind Räuber ohne jede Beziehung zu Aas. Bemerkenswerterweise sind die meisten räuberischen Arten nicht flugfähig, während die meisten an Aas gebundenen Arten gut fliegen können. Dies wird durch die Besonderheiten der Ressource Aas erklärt: Es handelt sich um eine sehr hochwertige Nahrung, die aber im Lebensraum selten und unvorhersagbar verteilt ist und die sehr starker Konkurrenz, von anderen Käfern derselben und anderer Arten, von anderen Insekten wie z. B. Fliegen, und von Wirbeltieren, unterliegt. Deshalb haben aasnutzende Arten einen sehr großen Vorteil, wenn sie sehr schnell, möglichst als erste, ein Nahrungsobjekt erreichen.
Eine Reihe von Arten sind in der Ernährung unspezialisiert, sie können neben Aas auch andere nährstoffreiche organische Substanzen, sowohl pflanzlicher wie tierischer Herkunft, nutzen, dies gilt für viele Silpha-Arten. Oiceoptoma thoracicum hat sich Fruchtkörper von Pilzen als zusätzliche Nahrungsquelle erschlossen, insbesondere Stinkmorcheln. Der Vierpunktige Aaskäfer (Dendroxena quadrimaculata) frisst lebende Beute, unter anderem Schmetterlingsraupen. Phosphuga atrata ist ein spezialisierter Jäger von Gehäuseschnecken. Die Arten der Gattung Aclypea sind phytophag (Pflanzenfresser), Aclypea opaca ist als landwirtschaftlicher Schädling an Rüben bekannt geworden.

### Sozialverhalten: Die GattungNicrophorus

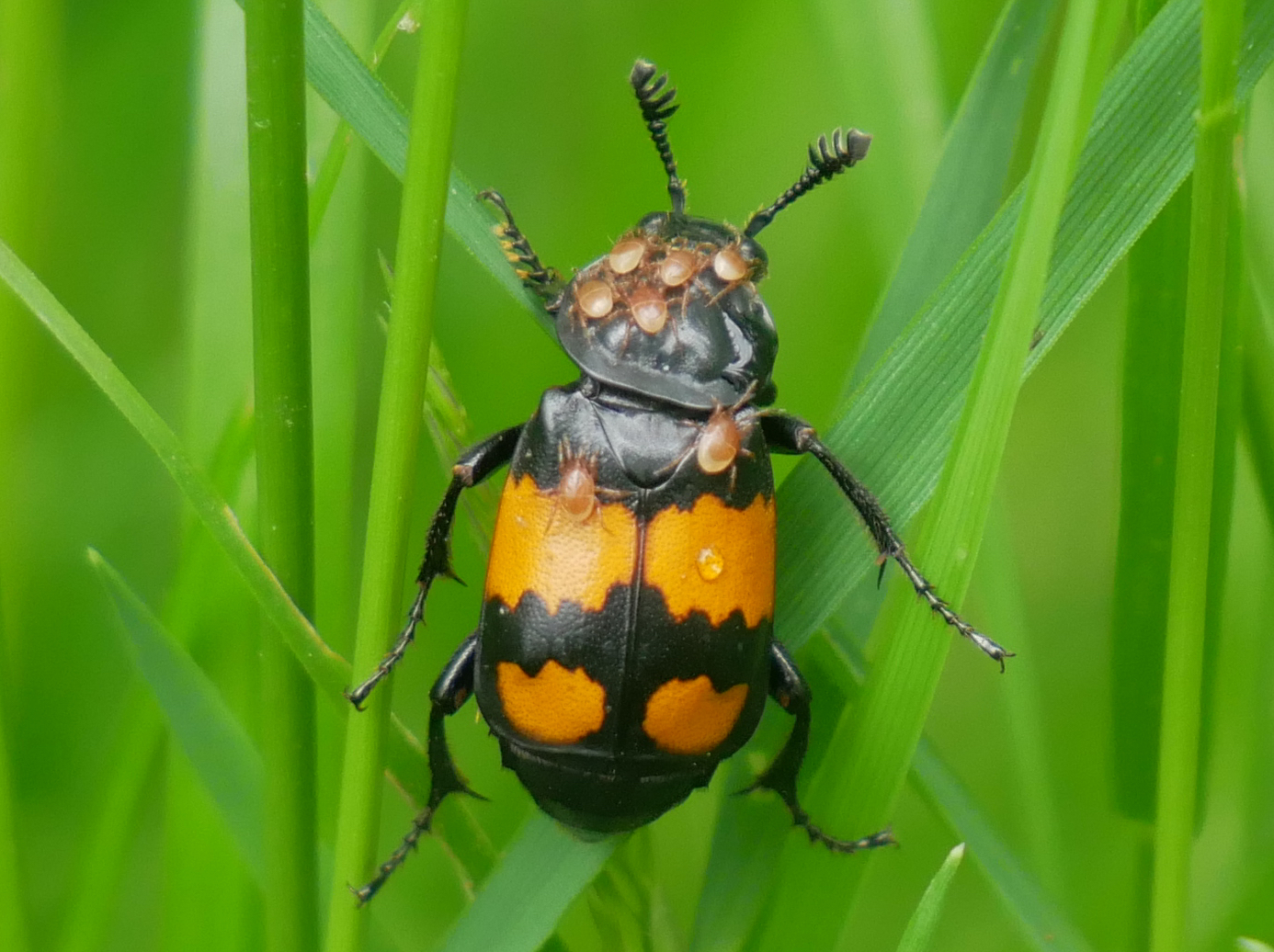
Schwarzhörniger Totengräber (Nicrophorus vespilloides) mit Milben der Gattung Poecilochirus

Besonders bekannt wegen ihres außerordentlich interessanten Brutpflegeverhaltens sind die Totengräber (Nicrophorus spec.). Nicrophorus, die ein totes kleines Wirbeltier, z. B. eine Maus, entdeckt haben, versuchen dieses für sich zu monopolisieren. Dazu kämpfen sie gegen andere Nicrophorus am selben Kadaver, sowohl ihrer eigenen wie auch anderer Arten. In der Regel gewinnen dabei die Individuen mit der größten Körpergröße. Zum Schluss bleibt ein Pärchen besonders großer Käfer übrig. Diese zerkauen den Kadaver, entfernen Haare oder Federn und bearbeiten ihn solange, bis er zu einer formlosen Kugel geworden ist, dabei werden auch Drüsensekrete eingearbeitet. Parallel dazu scharren sie Erdreich unter der Leiche zur Seite und vergraben das Tier so nach und nach im Erdreich, wo sie eine Brutkammer mit stabilen Wänden konstruieren. Diese Tätigkeiten geschehen in größtmöglicher Geschwindigkeit, um möglichen später eintreffenden Konkurrenten zuvorzukommen. Ist eine Tierleiche schon stark mit Fliegenmaden befallen, wird sie in der Regel nicht mehr von Nicrophorus genutzt. Es gibt Hinweise darauf, dass den Käfern als „Passagiere“ mitgebrachte (phoretische) Milbenarten helfen, die sich bevorzugt von Fliegeneiern ernähren (Mutualismus). Erst in der fertigen Brutkammer kommt es schließlich zur Paarung. Anschließend legt das Weibchen ein meist relativ kleines Eigelege ins Erdreich ab. Die ausschlüpfenden Larven wandern zu der Nahrungskugel. Hier versammeln sie sich in einer von den Elterntieren angelegten kleinen Grube, meist auf der Oberseite. Die Elterntiere, aber insbesondere das Weibchen, pflegen die Jungtiere und füttern sie mit heraufgewürgtem, vorverdautem Nahrungsbrei. Auch die Nahrungskugel wird gepflegt und mit Sekret behandelt, was wichtig ist, um das Aufkommen von schädlichen Pilzen zu verhindern. Der Vater verlässt in diesem Stadium meist das Nest, manchmal von der Mutter vertrieben. Offensichtlich profitieren die Jungtiere nicht sonderlich von seiner Anwesenheit. Sein Zurückbleiben dient vor allem dazu, anderen Männchen den Zutritt zu verwehren, die ggf. die Junglarven töten würden und mit dem Weibchen eine neue Brut eigenen Nachwuchses großziehen würden. Die ausgewachsenen Larven fressen schließlich ohne Hilfe der Mutter weiter, in der Regel, bis die Nahrungskugel komplett aufgebraucht ist. Da ihre Körpergröße variabel und abhängig von der Ernährung ist, und große Tiere einen starken Konkurrenzvorteil besitzen (siehe oben), profitieren sie besonders von Größenwachstum, auch auf Kosten der Entwicklungsgeschwindigkeit. Meist dauern die drei Larvenstadien einige Wochen an. Im Anschluss graben die verpuppungsbereiten Altlarven sich eine Erdhöhle, in der sie, abhängig von der Jahreszeit, entweder überwintern oder sich sofort verpuppen.
Die Käfer sind in der Lage, ihren jeweiligen Partner von Eindringlingen derselben Art in die Brutkammer, die das Nest übernehmen oder zumindest als Brutparasiten ohne eigenen Beitrag davon profitieren wollen, zu unterscheiden. Dabei erkennen sie weniger den Partner selbst als vielmehr den Fortpflanzungsstatus, in dem sich ein Käfer gerade befindet. Als Marker dienen die Kohlenwasserstoff-Muster in der wachsartigen Außenschicht des Exoskeletts, der Epicuticula. Sind fremde Larven einmal in der Nistkammer vorhanden, können die Käfer sie nicht von ihrem eigenen Nachwuchs unterscheiden. Es kommt deshalb verbreitet zu Brutparasitismus. Ist ein Aas zu groß, als dass es einem Paar gelingen könnte, alle Konkurrenten zu vertreiben, etabliert sich häufig ein weiteres Paar an der Nahrungskugel. Diese legen Eier ab, beteiligen sich aber nicht an der Brutpflege. Eine ostasiatische Art, Ptomascopus morio, ist sogar obligater Brutparasit bei Nicrophorus-Arten und legt gar keine eigenen Brutnester mehr an.
Obwohl im Prinzip alle Nicrophorus-Arten einen vergleichbaren Lebensstil haben, kommen in einem bestimmten Habitat in der Regel mehrere, oft drei bis fünf, verschiedene Arten nebeneinander vor. Die Konkurrenz zwischen gemeinsam vorkommenden Arten ist sehr intensiv und führt häufig zum Konkurrenzausschluss unterlegener Arten. Sie können dann miteinander koexistieren, wenn sie jeweils Besonderheiten in Lebenszyklus und Lebensweise aufweisen, sie also ökologisch gegeneinander eingenischt sind. Die Arten unterscheiden sich z. B. in der Jahreszeit ihres Auftretens, in der Hauptaktivitätsperiode im Tagesgang, in der Größe der bevorzugt aufgesuchten Tierleichen. Lebensräume mit harten, trockenen Böden können nur von großen Arten genutzt werden, weil kleine Käfer hier nicht genügend Kraft zum Graben der Bruthöhle besitzen.

## Forensische Entomologie
Aaskäfer gehören in der Sukzession an Wirbeltierleichen in der Regel zur zweiten Besiedlungswelle nach den Schmeißfliegen und Fleischfliegen. Obwohl sie in der forensischen Entomologie zur Bestimmung des Zeitpunkts und der Todesumstände von menschlichen Leichen nutzbar wären, werden sie heute in der Regel nicht dafür herangezogen. Grund dafür ist in erster Linie, dass sie seltener in Häusern und Wohnungen auftreten als Fliegen. Außerdem sind sie bisher in dieser Hinsicht noch wenig erforscht.

## Systematik
Die Zugehörigkeit der Aaskäfer zu den Staphylinoidea ist durch zahlreiche Merkmale gut abgesichert. Ihre Position ist aber noch nicht mit letzter Sicherheit geklärt. In den meisten Untersuchungen wurden sie als Schwestergruppe der Staphylinidae (im weiteren Sinne, unter Einschluss der früheren Familien Scydmaenidae und Scaphidiidae) aufgefasst, einige Untersuchungen lassen aber auch eine Position innerhalb der Kurzflügelkäfer (die danach paraphyletisch wären) denkbar erscheinen. Neuere Untersuchungen (z. B.) unterstützen eher die Hypothese eines Schwestergruppenverhältnisses. Die Silphidae werden in die beiden gut charakterisierbaren Unterfamilien Silphinae und Nicrophorinae (in älterer Literatur oft noch als Necrophorinae) geteilt, die durch zahlreiche Autapomorphien besser gesichert sind als die Familie selbst. Früher wurden die Agyrtinae als dritte Unterfamilie aufgefasst, die inzwischen als eigenständige Familie Agyrtidae gelten. Die Position der Agyrtidae ist nicht geklärt, sie sind wahrscheinlich keine Schwestergruppe der Silphidae. Während die Unterfamilie Silphinae mindestens zwölf Gattungen umfasst, wird ein Großteil der Nicrophorinae zur Gattung Nicrophorus gerechnet. Es sind lediglich zwei weitere, artenarme Gattungen bekannt (Eonecrophorus und Ptomascopus mit zusammen drei Arten), die beide in Ostasien leben.
In Europa sind beide Unterfamilien mit insgesamt zehn Gattungen und 47 Arten bekannt, in Mitteleuropa kommen 30 Arten vor, auf den Britischen Inseln sind es 21.

### Familie Silphidae (Aaskäfer)

#### Unterfamilie Nicrophorinae
Gattung Totengräber (Nicrophorus)
- Nicrophorus antennatus (Reitter, 1884)
- Nicrophorus confusus Portevin, 1924
- Nicrophorus germanicus (Linnaeus, 1758)
- Schwarzer Totengräber (Nicrophorus humator) (Gleditsch, 1767)
- Nicrophorus interruptus Stephens, 1830
- Nicrophorus investigator Zetterstedt, 1824
- Nicrophorus morio Gebler, 1817
- Nicrophorus satanas Reitter, 1893
- Nicrophorus sepulchralis Heer, 1841
- Nicrophorus sepultor Charpentier, 1825
- Gemeiner Totengräber (Nicrophorus vespillo) (Linnaeus, 1758)
- Schwarzhörniger Totengräber (Nicrophorus vespilloides) Herbst, 1783
- Nicrophorus vestigator Herschel, 1807

#### Unterfamilie Silphinae
- Ablattaria arenaria (Kraatz, 1876)
- Ablattaria laevigata (Fabricius, 1775)

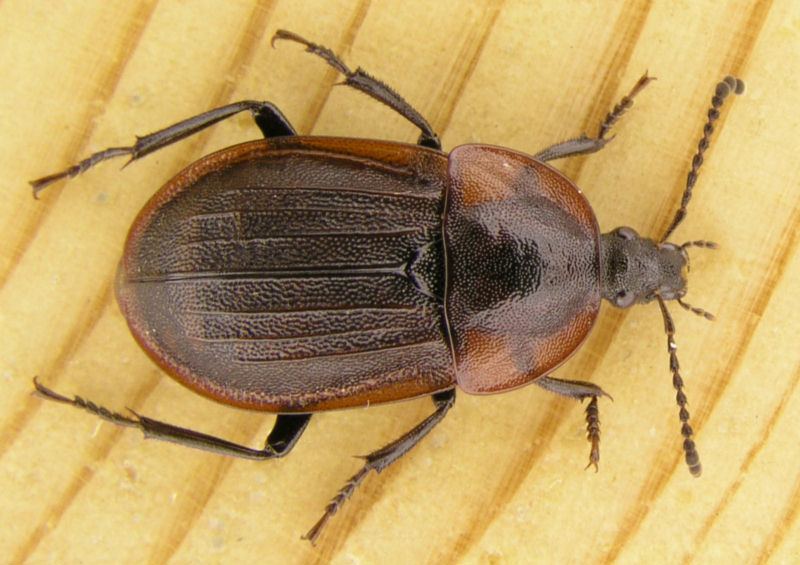
Schwarzer Schneckenjäger (Phosphuga atrata)

- Ablattaria subtriangula Reitter, 1905
- Aclypea bicarinata (Gebler, 1830)
- Goldfarbener Rübenaaskäfer (Aclypea opaca) (Linnaeus, 1758)
- Aclypea souverbii (Fairmaire, 1848)
- Aclypea undata (O. F. Müller, 1776)
- Vierpunktiger Aaskäfer oder Vierpunktiger Raupenjäger (Dendroxena quadrimaculata) (Scopoli, 1772)
- Heterotemna britoi García & Pérez, 1996
- Heterotemna figurata (Brullé, 1839)
- Heterotemna tenuicornis (Brullé, 1836)
- Ufer-Aaskäfer (Necrodes littoralis) (Linnaeus, 1758) Ufer-Totengräber (Necrodes littoralis)

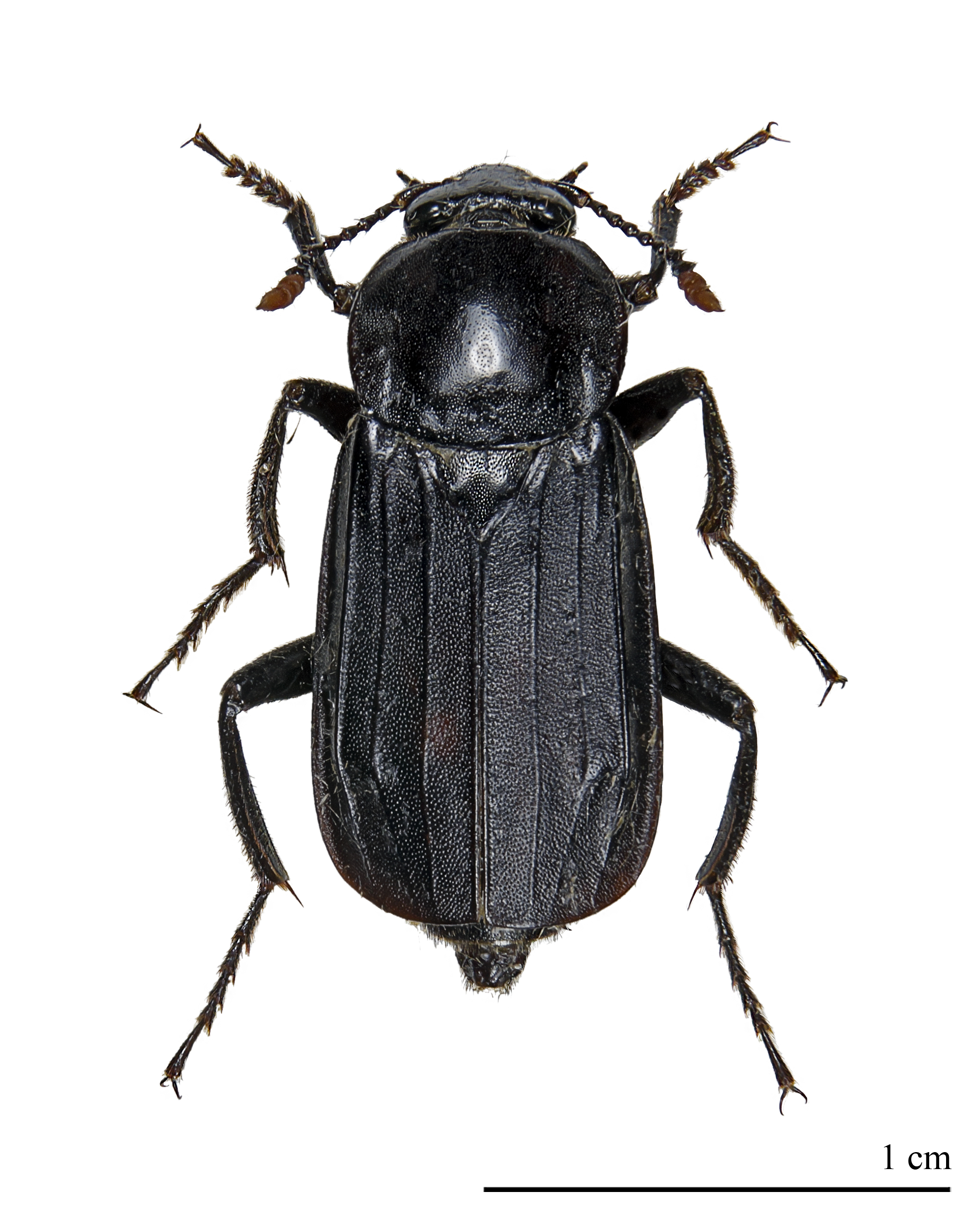
Ufer-Totengräber (Necrodes littoralis)

- Amerikanischer Aaskäfer (Necrophila americana) (Linnaeus, 1758)
- Rothalsige Silphe (Oiceoptoma thoracicum) (Linnaeus, 1758)
- Schwarzer Schneckenjäger oder Schwarzer Aaskäfer (Phosphuga atrata) (Linnaeus, 1758)
- Silpha alpestris Kraatz, 1876
- Starkgerippter Geradschienen-Aaskäfer (Silpha carinata) Herbst, 1783
- Flachstreifiger Aaskäfer (Silpha obscura) Linnaeus, 1758
- Silpha olivieri Bedel, 1887
- Silpha puncticollis Lucas, 1846
- Silpha tristis Illiger, 1798
- Silpha tyrolensis Laicharting, 1781
- Thanatophilus dispar (Herbst, 1793)
- Thanatophilus ferrugatus (Solsky, 1874)
- Thanatophilus lapponicus (Herbst, 1793)
- Thanatophilus ruficornis (Küster, 1851)
- Runzeliger Aaskäfer (Thanatophilus rugosus) (Linnaeus, 1758)
- Gerippter Totenfreund (Thanatophilus sinuatus) (Fabricius, 1775)
- Thanatophilus terminatus (Hummel, 1825)
- Thanatophilus trituberculatus (Kirby, 1837)
- Thanatophilus uralensis Kozminykh, 1994